# 常念 (小惑星)
常念（じょうねん、8581 Johnen）は小惑星帯に位置する小惑星。入間市のアマチュア天文家、佐藤直人により発見された。
飛騨山脈（北アルプス）にある標高2,857mの山、常念岳から命名された。